# 越南—利比里亚关系
越南－利比里亚关系是指越南社會主義共和國與利比里亚兩國的雙邊關係。兩國均為不結盟運動、77國集團的成員國。

## 政治交流
冷战时期的利比里亚政府奉行反共主义，与越南民主共和国等共产主义国家鲜少往来，1955年11月8日，利比里亚给予越南共和国外交承认，成为非洲第一个承认南越的国家，随后两国建立邦交。在越南战争期间，利比里亚总统威廉·瓦坎纳拉特·沙德拉奇·杜伯曼也支持美国出兵越南，承其后更给予越南共和国政府5万美元的经济援助，用以购买军事装备。越南共和国亦向利比里亚派遣了大使，而两国关系一直维持至1975年南越覆亡。杜伯曼死后，威廉·理查德·托尔伯特成为利比里亚总统，开始改善与共产主义国家的关系，利比里亚政府先后对于越战缔约方签署《巴黎和平協約》以及越南社會主義共和國加入联合国表示支持，但并未立即与新成立的越南社会主义共和国建交。
2016年6月28日，越南外交部副部长武鴻南同利比里亚驻华大使杜德利·麦金利·托马斯代表两国政府签署了建交公报。，杜德利·麦金利·托马斯随后以驻华大使的身份兼任首任驻越大使。翌年，利比里亚外交部部长马扬·卡马拉访问越南，她代表利比里亚政府与越南签署了外交、公务护照持有者互免签证的协定，并与越南总理阮春福举行了会谈。

## 经贸合作关系

### 贸易
2019年，利、越双边贸易额达到达到1122万美元，其中越南主要向利比里亚出口各类船舶。